# Nicolás Vigneri
Nicolás Ignacio Vigneri Cetrulo (ur. 6 lipca 1983 w Montevideo) – urugwajski piłkarz pochodzenia włoskiego występujący na pozycji napastnika lub skrzydłowego, reprezentant Urugwaju, trener piłkarski, od 2025 roku prowadzi Rentistas.